# Boudas
Bouda est une tribu africaine dont les membres auraient eu, selon certaines légendes, la capacité de changer de forme et de devenir des hyènes selon le folklore. D'après celui-ci, le terme Bouda est devenu un mot pour désigner les hommes-hyènes (ou hyène-garou), même si chaque individu n'est pas de la tribu Bouda. Un homme-hyène similaire moins connu que Bouda est le qora éthiopien de l'ancien royaume de Kaffa. La tribu Bouda est l'équivalent africain des fameux hommes-loups européens, le loup-garou.
Dans la mythologie, un Bouda peut se transformer quand et où il le désire, en comparaison des lycanthropes qui sont associés aux cycles lunaires. Se transformer en hyène est habituellement présenté comme un trait héréditaire, tout comme la sorcellerie héréditaire qui est fortement associée avec les forgerons en Afrique. La tribu Bouda suit une tradition matriarcale, comme les hyènes. Le pouvoir de se transformer est donc transmis de la mère aux enfants.
La tribu Bouda n'est pas localisée en Afrique uniquement. Plusieurs légendes en parlent dans d'autres parties du monde, dont la Grèce, la Bulgarie et la Syrie, en complément des lycanthropes. Les chrétiens d'Éthiopie ont fréquemment accusé les juifs éthiopiens d'être de la tribu Bouda. Cela aurait causé des violences antisémites envers les Juifs d'Éthiopie.